# Лугано
Лугано (італ. Lugano) — місто в швейцарському італомовному кантоні Тічино, округ Лугано. Місто розташоване на висоті 273 м над рівнем моря, на північному березі однойменного озера Лугано. Лугано — це не лише центр комерції, але й популярне місце відпочинку, один з найпопулярніших курортів Швейцарії. Теплі літа і той факт, що останнім часом місто приваблює дедалі більше знаменитостей, шоуменів і успішних спортсменів, дали містові прізвисько «Швейцарське Монте-Карло». Перший в історії конкурс Євробачення відбувався саме у Лугано 1956 року. Це 9-те за кількістю мешканців місто Швейцарії. Швейцарські банки, а також низка приватних міжнародних банків мають тут свої представництва. Про місто Лугано іноді кажуть, що тут на 30 000 мешканців — 300 банків.

## Походження назви
Назва міста, скоріш за все, латинського походження, від слова Lucus, що означає «дерево» чи «священне дерево». Інше ймовірне пояснення в гальському слові locovanno — «мешканець озера».

## Географія
Місто розташоване на відстані близько 160 км на південний схід від Берна, 22 км на південь від Беллінцони.
Лугано має площу 75,9 км², з яких на 18,7% дозволяється будівництво (житлове та будівництво доріг), 9,6% використовуються в сільськогосподарських цілях, 66,1% зайнято лісами, 5,6% не є продуктивними (річки, льодовики або гори).

## Демографія
2019 року в місті мешкало 62 615 осіб (+3,9% порівняно з 2010 роком), іноземців було 38,4%. Густота населення становила 825 осіб/км².
За віковим діапазоном населення розподілялося таким чином: 17,3% — особи молодші 20 років, 60,3% — особи у віці 20—64 років, 22,4% — особи у віці 65 років та старші. Було 30595 помешкань (у середньому 2 особи в помешканні).
Із загальної кількості 57 112 працюючих 122 було зайнятих в первинному секторі, 5529 — в обробній промисловості, 51 461 — в галузі послуг.
Динаміка населення власне Лугано (не враховуючи муніципалітетів, включених у склад міста після 1972) відображається діаграмою:

## Клімат
Клімат Лугано морський, майже субтропічний, характеризується відносно м'якими зимами, теплими та вологими літами і значними опадами протягом цілого року, хоча зима є трохи сухіша, ніж інші пори року. В Лугано є в середньому 103.3 дні дощу чи снігу на рік, і місто отримує в середньому 1545 мм опадів. Найвологіший місяць травень, коли випадає в середньому 194 мм дощу, тоді як найсухішого місяця, грудня, випадає в середньому 63 мм опадів протягом 5.6 днів.
| Клімат Лугано                              | Клімат Лугано | Клімат Лугано | Клімат Лугано | Клімат Лугано | Клімат Лугано | Клімат Лугано | Клімат Лугано | Клімат Лугано | Клімат Лугано | Клімат Лугано | Клімат Лугано | Клімат Лугано | Клімат Лугано |
| Показник                                   | Січ.          | Лют.          | Бер.          | Квіт.         | Трав.         | Черв.         | Лип.          | Серп.         | Вер.          | Жовт.         | Лист.         | Груд.         | Рік           |
| Середній максимум, °C                      | 6,6           | 8,5           | 13,0          | 15,8          | 20,2          | 24,2          | 26,9          | 26,1          | 21,7          | 16,7          | 11,3          | 7,4           | 16,5          |
| Середня температура, °C                    | 3,3           | 4,5           | 8,3           | 11,4          | 15,7          | 19,6          | 22,1          | 21,5          | 17,5          | 13,0          | 7,9           | 4,3           | 12,4          |
| Середній мінімум, °C                       | 0,8           | 1,6           | 4,9           | 7,9           | 12,1          | 15,4          | 17,8          | 17,4          | 13,9          | 10,0          | 5,1           | 1,7           | 9,1           |
| Середня кількість сонячних годин на місяць | 125           | 138           | 186           | 171           | 187           | 222           | 255           | 241           | 187           | 140           | 110           | 108           | 2069          |
| Норма опадів, мм                           | 66            | 52            | 80            | 156           | 196           | 164           | 153           | 158           | 185           | 142           | 127           | 80            | 1559          |
| Днів з дощем                               | 4,8           | 4,6           | 6,1           | 10,6          | 12,8          | 10,0          | 7,9           | 9,6           | 8,4           | 9,1           | 7,8           | 6,4           | 98,1          |
| Днів зі снігом                             | 1,1           | 0,9           | 0,2           | 0,0           | 0,0           | 0,0           | 0,0           | 0,0           | 0,0           | 0,0           | 0,2           | 1,3           | 3,7           |
| Вологість повітря, %                       | 70            | 65            | 61            | 68            | 70            | 68            | 66            | 69            | 73            | 78            | 72            | 70            | 69            |
| ------------------------------------------ | ------------- | ------------- | ------------- | ------------- | ------------- | ------------- | ------------- | ------------- | ------------- | ------------- | ------------- | ------------- | ------------- |
| Джерело: MeteoSwiss                        |               |               |               |               |               |               |               |               |               |               |               |               |               |

## Спорт

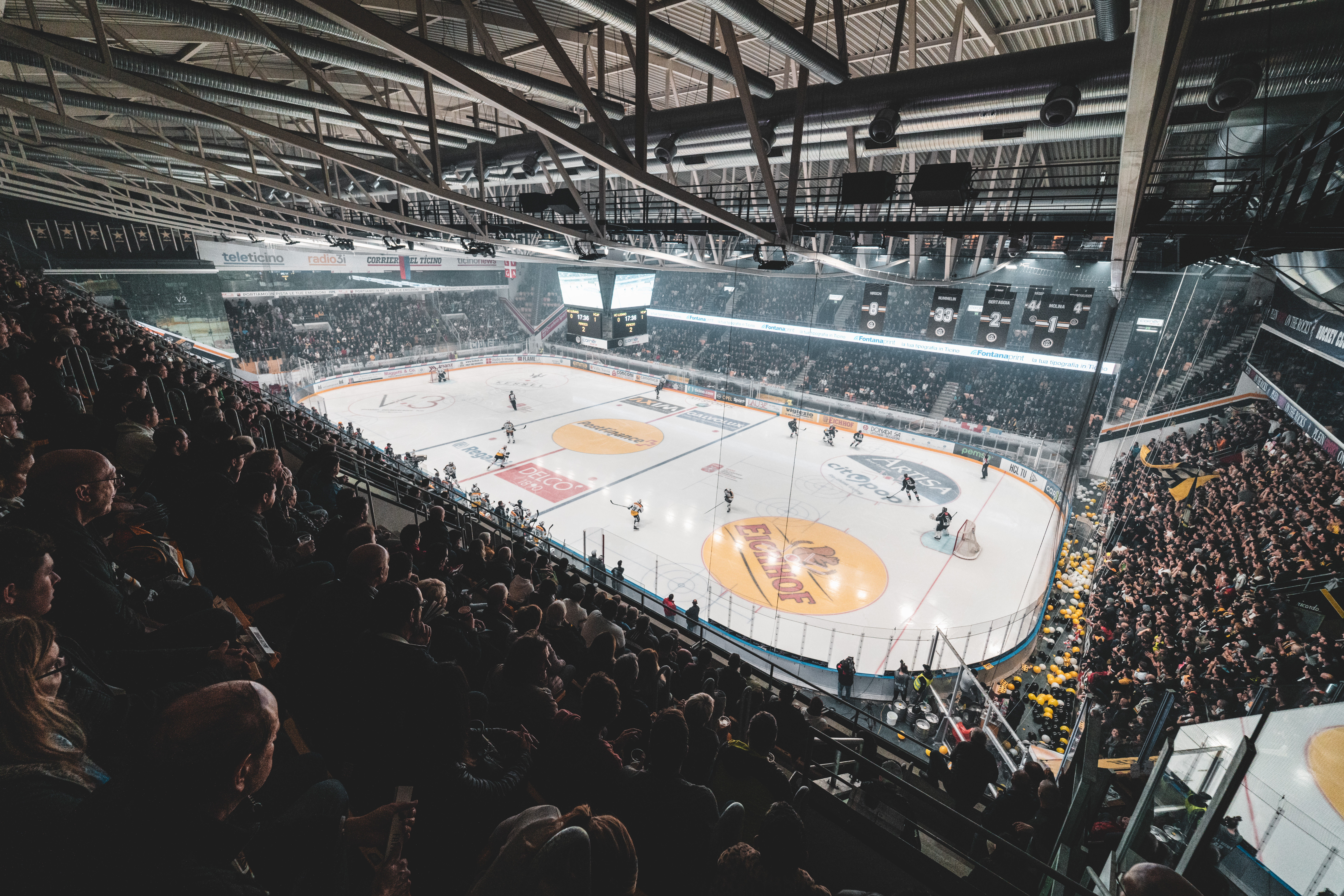
Хокейний клуб Лугано грає проти Амбрі-Піотта на Ресега

Хокейний клуб Лугано (ХК Лугано), створений 1941 року, грає в Швейцарській національній Лізі А. У 1991 році ХК Лугано пробився у фінал відомого кубка Шпенглера і двічі займав третє місце у суперфіналі Континентальному кубку МФХШ.
Футбольна асоціація Лугано (АС Лугано) була створена на початку 2003 року як наступник ФК Лугано (збанкрутувала у 2002 році), яка перемагала у Швейцарському чемпіонаті у 1938, 1941 і 1949 роках, а також здобувала Швейцарський кубок у 1931, 1968 та 1993 роках.
БК Луганські Тигри (колишній Баскетбольний клуб Лугано) грає у Швейцарській національній лізі А (НЛА). Грають у залі «Елветіко», здобули Швейцарський кубок у 2001 році і були чемпіонами Швейцарської НЛА в 2000, 2001 і 2006 роках.

## Транспорт

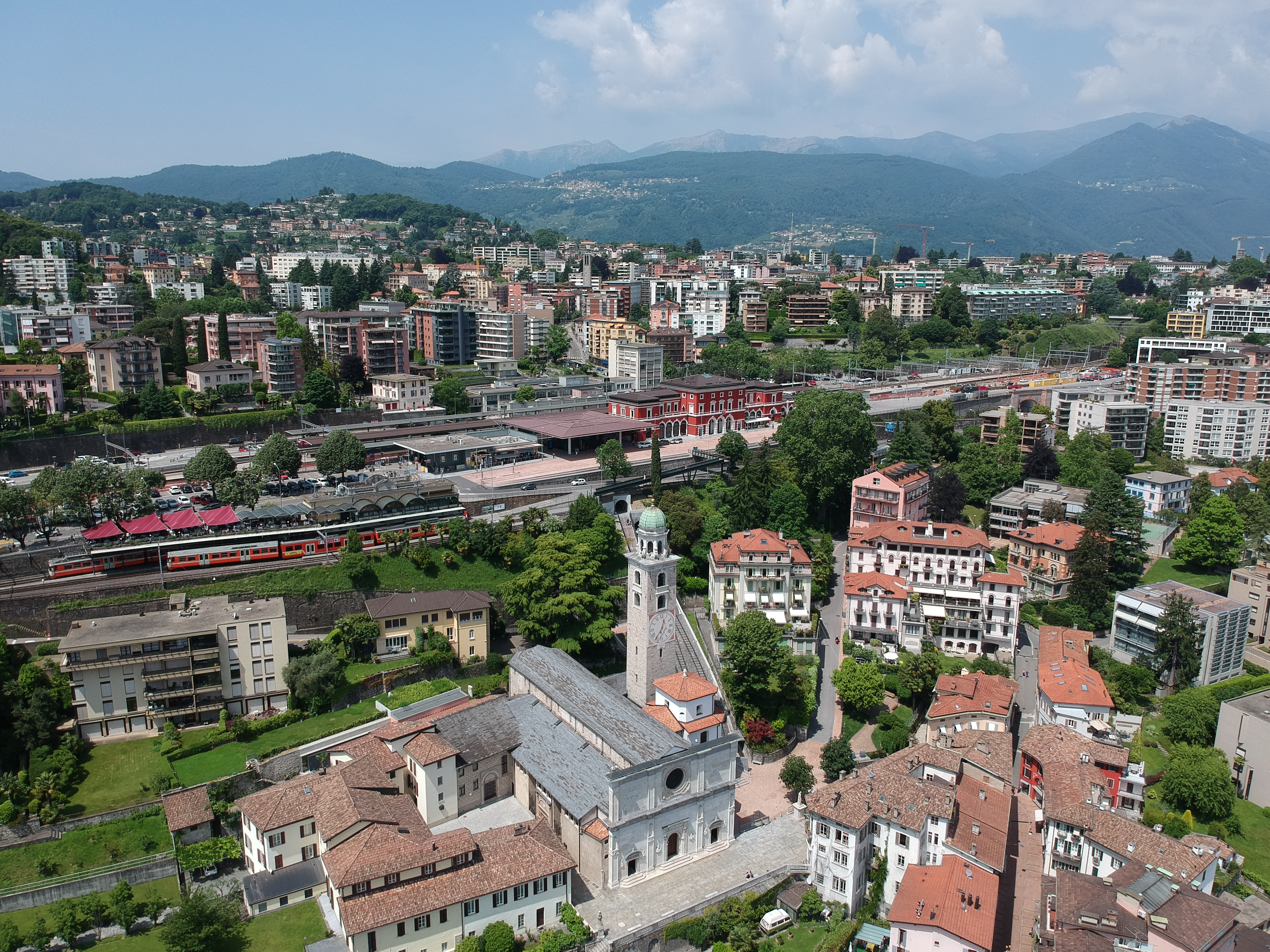
Залізничний вокзал Лугано (вгору від катедри) залізниці SBB та FLP. Також видно фунікулер (справа від катедри)

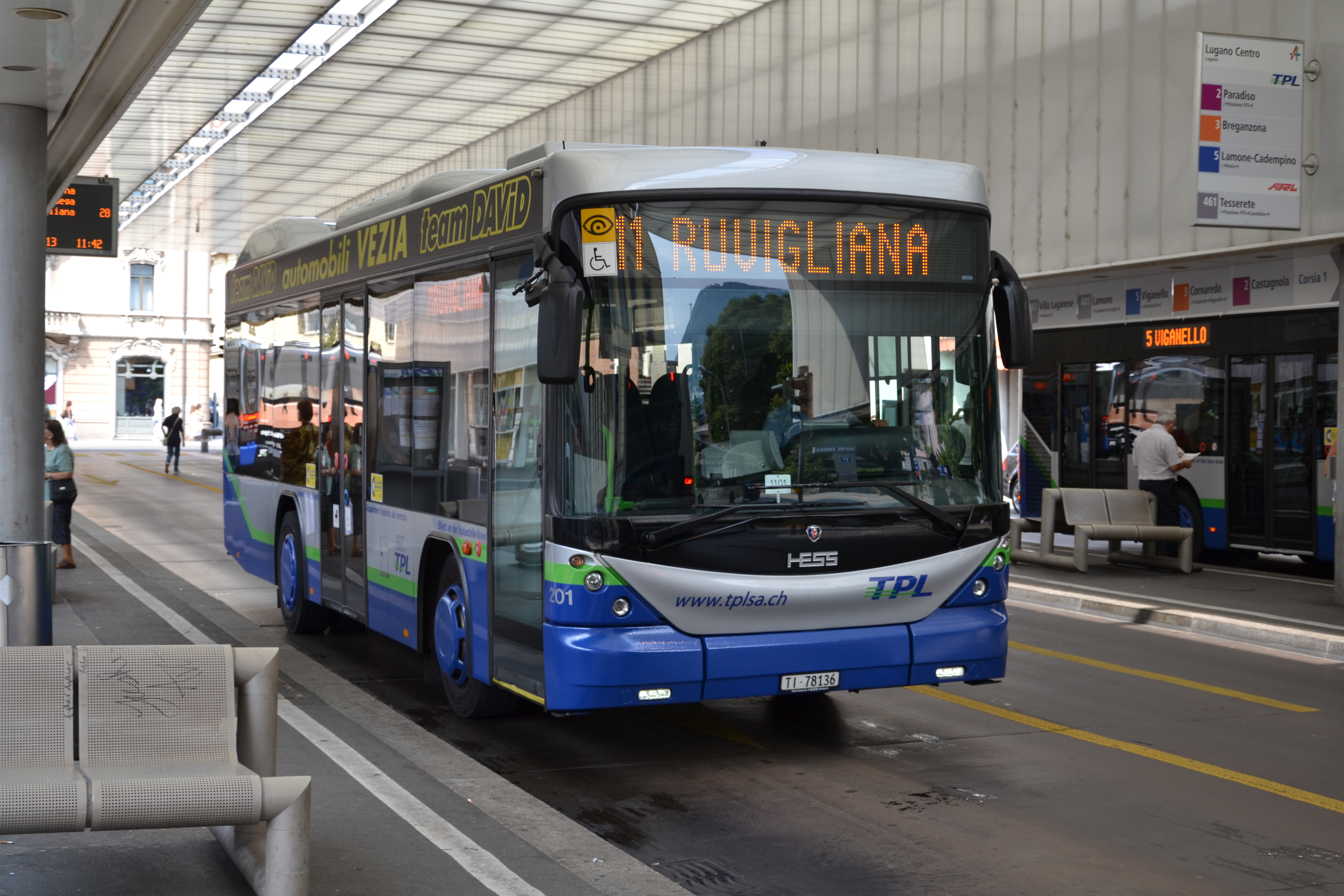
Центральний автовокзал

### Аеропорт
Лугано обслуговує аеропорт Лугано, який знаходиться поблизу, в муніципалітеті Аньо. Тільки Silver Air здійснює рейси до міста. Міланські аеропорти не так далеко від міста і надають значну кількість напрямків. Аеропорт Мілан-Мальпенса з'єднується із Лугано прямим поїздом, час їзди 1:45 год з/до Лугано.

## Туризм
Лугано є одним з найпопулярніших туристичних місць у Швейцарії. У місті розташовано ряд історичних будівель і музеїв, а в околицях багато природних пам’яток.
І озеро Лугано, і навколишні гори забезпечують широкий спектр заходів на свіжому повітрі. В околицях Лугано є понад 300 км велосипедних маршрутів, найбільша мережа маршрутів у Швейцарії.

## Відомі люди

### Народилися

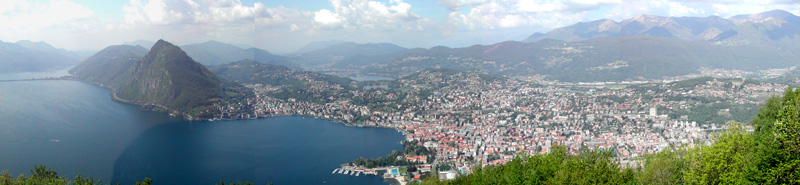
Панорама Лугано

- Віґільйо Рабальйо — архітектор
- Дієго Фазоліс
- Даніеле Фінці Паска
- Петро Італієць

## Відео
- Відео тур в Лугано [Архівовано 31 березня 2016 у Wayback Machine.].